# プレートランチ

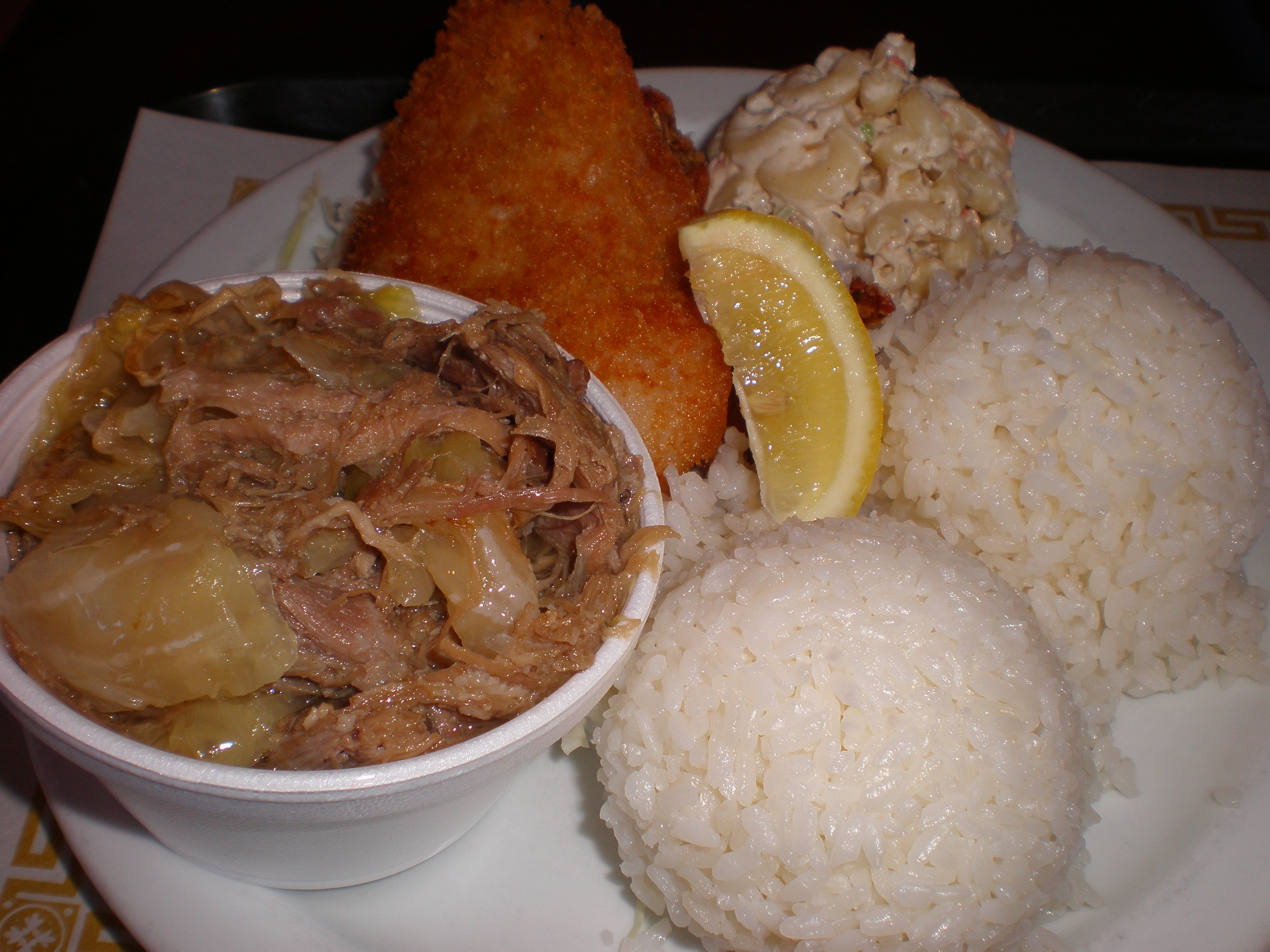
プレートランチの一例　（マヒマヒのフライとカルアピッグ）

プレートランチ（英語：plate lunch）とは、アメリカ合衆国のハワイ州でポピュラーな軽食のスタイルで、一枚の皿に一食分の食事を盛りつけたもののことをいう。
典型的なプレートランチでは、まずアイスクリーム用のスクープで2つの白飯と1つのマカロニサラダの山を作り、残ったスペースに1～3種類程度の肉料理を盛り付ける。肉料理のおかずはアメリカ料理、ハワイ料理、プエルトリコ料理、中華料理、日本料理、朝鮮料理、フィリピン料理、ポルトガル料理など様々である。
街中の専門店やフードコート、移動販売車などで販売されており、日本における弁当と同様に持ち帰りとして利用されるほか、海辺や公園など屋外で舌鼓を打つ姿も多く見られる。
かつては紙やプラスチックの平皿が用いられたためにこの名があるが、近年では発泡スチロール製の四角いランチボックス（写真下）が使用されることが増えている。
多種類、多国籍のさまざまな料理を同時に食べるという習慣は、かつてのプランテーション時代に各国の移民労働者たちがおかずを持ち寄って交換したことから始まったと言われている。
ひとつの容器に多種類の料理を盛り付けるというスタイルは日本の幕の内弁当などに通ずるものがあり、普及の過程では戦前にはハワイ総人口の半数近くを占めた日本人移民が持ち込んだ弁当文化の影響があった点も指摘されている。
また、L&Lハワイアン・バーベキュー・チェーン店などにより、アメリカ本土、アジアにも広がっている。

## 代表的なメニュー例
- BBQ
- テリヤキ
- カルビ
- ハンバーグステーキ

- チキンカツ

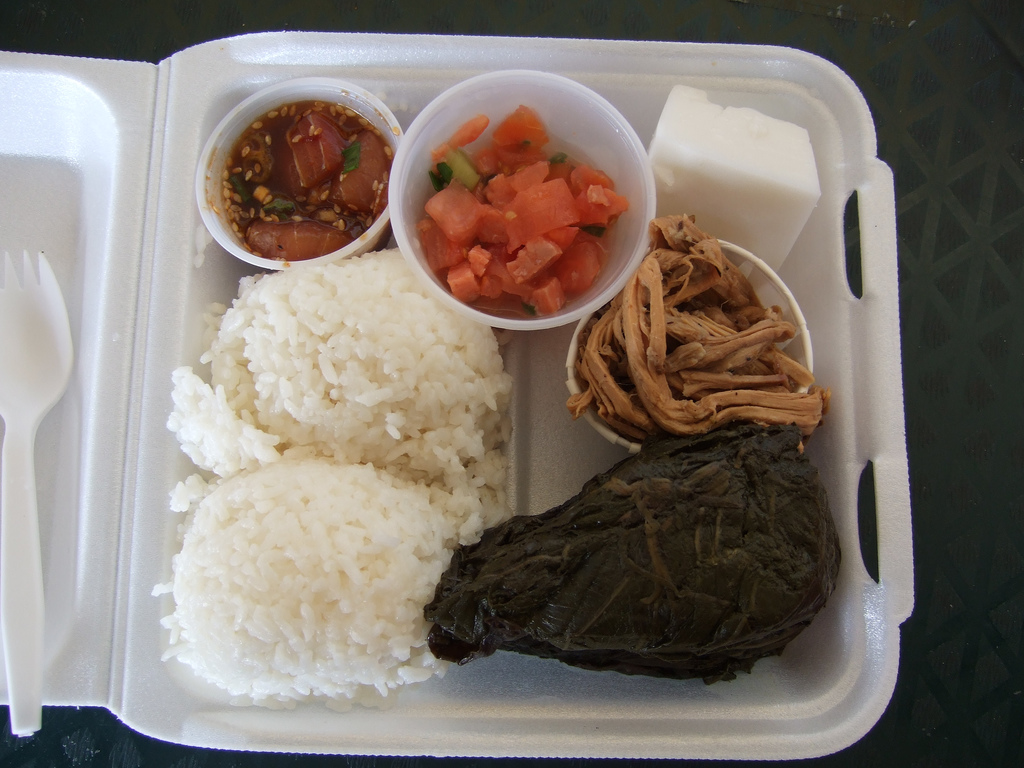
左上から時計回りにアヒ・ポケ、ロミロミサーモン、ハウピア、カルアピッグ、ラウラウ、白飯

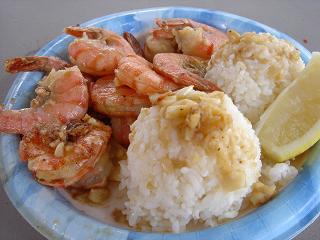
カフク名物のガーリック・シュリンプ

- モチコチキン（もち米の粉を衣にした鶏の唐揚げ）
- アドボ

- ラウラウ
- チキン南蛮
- 酢豚
- チャーシュー

- ガーリック・シュリンプ
- マヒマヒ

- 唐揚げ
- チャプスイ
- チャーハン
- カレー
- ビーフシチュー
- トライプシチュー（牛ハチノスの煮込み）

- ポーチュギーズ・ソーセージ
- パステレス（生食用または料理用のバナナをおろして肉や野菜の具を詰め、バナナの葉に包んで蒸した料理）